# Руриций Помпеян
Руриций Помпеян (лат. Ruricius Pompeianus; погиб в августе 312 около Вероны) — древнеримский офицер эпохи поздней империи.
О Руриции Помпеяне известно только из описаний в двух разных источниках; причём в панегирике, выпущенном в 313 году, он назван Pompeianus, а в Panegyrici Latini, написанных Назарием, этот же полководец называется просто Ruricius. Тем не менее, во избежание путаницы его принято в современной историографии называть именно Рурицием Помпеяном (лат. Ruricius Pompeianus).
Руриций Помпеян служил префектом претория, а также командовал кавалерией и пехотой в эпоху правления римского императора Максенция, управлявшего c 312 года Италией, а также — номинально — провинцией Африка. Тогда он был главнокомандующим войсками региона X, ограниченного рубежами рек Адидже и По.
В 312 году, вероятнее всего — весной, император Константин пересёк Альпы пришёл из Италии с армией численностью 40 000 воинов. В битве при Турине и чуть позже — при Брешиа Константину удалось победить войска под командованием самого Максенция, у которого, однако, сохранилось на северо-западе ещё одно войско, которым командовал Руриций Помпеян.

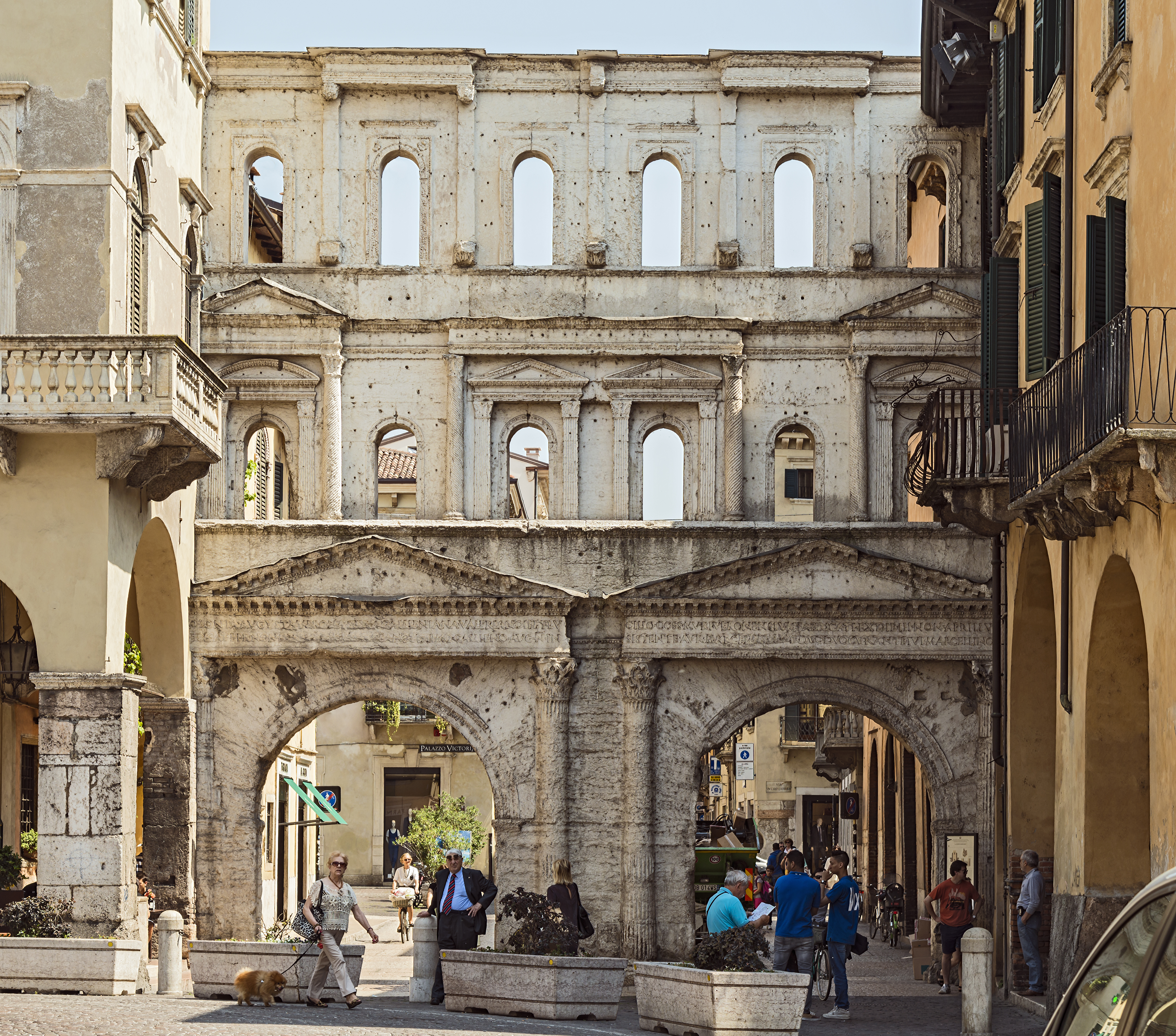
Порта Борсари, хорошо укреплённые ворота крепости Верона

Руриций Помпеян укрепился в мощной крепости Верона в то время, как Константин приступил к её осаде. Между тем Помпеян успел на некоторое время покинуть крепость и вскоре вернуться с другим войском. Однако в битве под стенами крепости Верона в августе 312 года Константин одержал полную победу. Помпеян был убит в бою, его войска разгромлены, а ворота Вероны открыты.